# Долњи Ујезд (Свитави)
Долњи Ујезд (чеш. Dolní Újezd) је насељено мјесто са административним статусом сеоске општине (чеш. obec) у округу Свитави, у Пардубичком крају, Чешка Република.

## Становништво
Према подацима о броју становника из 2014. године насеље је имало 1.983 становника.